# Chlidonoptera chopardi
Chlidonoptera chopardi är en bönsyrseart som beskrevs av Roger Roy 1964. Chlidonoptera chopardi ingår i släktet Chlidonoptera och familjen Hymenopodidae. Inga underarter finns listade i Catalogue of Life.